# Weidtmann & Ballin
Weidtmann & Ballin war eine Reederei, die 1945 aus der Schiffsmaklerfirma Hugo Ballin, Hamburg, und dem Teilhaber Max Weidtmann, Hamburg entstand.

## Geschichte
1912 wurde die Schiffsmaklerfirma Hugo Ballin, die sich mit dem An- und Verkauf von Schiffen beschäftigte, gegründet. Sie wurde  am 31. Oktober 1945 vom inzwischen erblindeten Vater an den Sohn Hans übergeben. Die bisher unter dem Namen Hugo Ballin handelsgerichtlich eingetragene Firma erhielt bei der Übergabe an den Sohn und Teilhaber Max Weidtmann als offene Handelsgesellschaft die Bezeichnung Weidtmann & Ballin und wurde so handelsgerichtlich eingetragen.
Weidtmann & Ballin wandte sich neben der Befrachtung dem Reedereigeschäft zu und betrieb als Korrespondentreeder Schiffe für die  Gesellschafter von Partenreedereien oder eines Mitreeder, hatte aber auch bis zu 6 Frachter längerfristig in Zeitcharter. Es wurden ab 1945 gebrauchte Schiffe gekauft und Neubauten geordert und bereedert. Ab 1969 wurden die Frachter verkauft, da sie verglichen mit moderneren Schiffen zu personalintensiv waren. 1972 wurde das letzte Schiff, die Alsterdamm (2) verkauft und Weidtmann & Ballin gaben das Reedereigeschäft auf. Hans Ballin starb 1974 im 60. Lebensjahr.

## Schiffe
Bei der Werft D. W. Kremer Sohn wurden 5 Fischkutter mit 64 BRT bestellt, da Frachtschiffe nicht gebaut werden durften. Sie wurden 1947/1948 abgeliefert und auf die Namen Alsterfleet, Werna, Gunnel, Wiebke sowie Süllberg getauft und an verschiedene Eigner weitergegeben. Die Reederei Weidtmann & Ballin bereederte diese Kutter unter eigener Flagge und fungierte als Korrespondentreeder. Mitte 1949 wurden die Kutter an die VVB Fischwirtschaft Saßnitz verkauft.
1948 wurde der Schleppdampfer Jambo übernommen, der 1940 bei Wärtsilä in Helsinki für russische Rechnung gebaut wurde. Dieser Bauauftrag wurde am 7. August 1941 zusammen mit 38 anderen Bauaufträgen vom Deutschen Reich gekauft. Die Fertigstellung erfolgte als Ostland und das Schiff wurde 1942 an die deutschen Flottenstreitkräfte in Norwegen übergeben. Als britische Beute kam der Schleppdampfer später nach Kiel und wurde von der britischen Marine an Weidtmann & Ballin für 430.000 RM verkauft.
1952 wurde von D. W. Kremer Sohn, Elmshorn das Frachtmotorschiff Alsterdamm mit 495 BRT und 895 tdw an Weidtmann & Ballin als Korrespondentreeder für Partenreederei (KRfPR) abgeliefert. Sie wurde 1953 umgebaut und der Alsterpark in den Abmessungen angepasst.  Die mit 875 BRT größere Alsterpark mit 1.160 tdw wurde 1953 abgeliefert und galt als modernes Linienfrachtschiff.
1955 wurde die Volksdorf, 1904 als Frachtdampfer Leda bei der AG Weser für die Dampfschifffahrts-Gesellschaft „Neptun“ vom Stapel gelaufen, übernommen. Sie wurde 1955 von der Travemünder Hagelstein-Werft zu einem Motorschiff umgebaut, später an griechische Reedereien verkauft und 1968 nach einem langen Schiffsleben abgebrochen.
Das Motorfrachtschiff Alsterkamp (970 BRT, 1585 tdw) kam 1957 als Neubau wieder von der Hauswerft D. W. Kremer Sohn, Elmshorn ebenso wie das Schwesterschiff Alsterfleet.
Die 4 Alsterschiffe wurden von Weidtmann & Ballin in der Trampfahrt und in Linien-Zeitcharter eingesetzt, da die Reederei ein umfangreiches Befrachtungsgeschäft betrieben.
1969 wurde die Alsterdamm (2) vom Korrespondentreeder Weidtmann & Ballin übernommen. Sie war mit 3.160 BRT und 4.600 tdw erheblich größer und lief 1958 bei der Brodogradiliste Tito, Belgrad als Circle vom Stapel. 1971 wurde sie als letztes Schiff verkauft und die Reederei geschlossen.